# Bhisho
Bhisho, anteriormente conocida como Bisho, es la capital de la provincia Oriental del Cabo en Sudáfrica. El legislador provincial y muchos otros departamentos del gobierno tienen su sede en la ciudad. Bhisho se encuentra justo al norte de la antigua capital de la provincia King William's Town. Tiene una población de 11 192 habitantes (2011).
Bhisho es la palabra en xhosa para búfalo, y es también el nombre del río que pasa a través de esta ciudad.
Bhisho es parte de Municipio Metropolitano de Buffalo City, y es una población urbana que se ubica en la aglomeración alrededor de East London.

## Historia
En virtud de su nombre anterior de Bhisho, fue la capital de la antigua bantustán de Ciskei. A Ciskei le fue concedido nominalmente la independencia en 1981, aunque esto nunca fue reconocido fuera de Sudáfrica, y se reincorporó a Sudáfrica en el 12 de agosto de 1994.

### Masacre de Bisho
El 7 de septiembre de 1995 la ciudad fue el escenario de lo que se conoció como la masacre de Bisho. Ese día una multitud estimada en 100.000 personas, niños en su gran mayoría, protestaron solicitando la destitución del Brigadier Oupa Gqozo líder de Ciskei. Los miembros de la Fuerza de Defensa de Ciskei abrieron fuego sobre la muchedumbre matando a más de 29 niños.

## Clima
Según el sistema de clasificación de climas de Köppen-Geiger, el clima de Bhisho es frío semiárido (BSh).
| Parámetros climáticos promedio de Bhisho | Parámetros climáticos promedio de Bhisho | Parámetros climáticos promedio de Bhisho | Parámetros climáticos promedio de Bhisho | Parámetros climáticos promedio de Bhisho | Parámetros climáticos promedio de Bhisho | Parámetros climáticos promedio de Bhisho | Parámetros climáticos promedio de Bhisho | Parámetros climáticos promedio de Bhisho | Parámetros climáticos promedio de Bhisho | Parámetros climáticos promedio de Bhisho | Parámetros climáticos promedio de Bhisho | Parámetros climáticos promedio de Bhisho | Parámetros climáticos promedio de Bhisho |
| Mes                                      | Ene.                                     | Feb.                                     | Mar.                                     | Abr.                                     | May.                                     | Jun.                                     | Jul.                                     | Ago.                                     | Sep.                                     | Oct.                                     | Nov.                                     | Dic.                                     | Anual                                    |
| ---------------------------------------- | ---------------------------------------- | ---------------------------------------- | ---------------------------------------- | ---------------------------------------- | ---------------------------------------- | ---------------------------------------- | ---------------------------------------- | ---------------------------------------- | ---------------------------------------- | ---------------------------------------- | ---------------------------------------- | ---------------------------------------- | ---------------------------------------- |
| Temp. máx. media (°C)                    | 26.4                                     | 26.6                                     | 25.5                                     | 23.9                                     | 22.1                                     | 20.4                                     | 20                                       | 20.9                                     | 21.7                                     | 22.3                                     | 23.5                                     | 25.3                                     | 23.2                                     |
| Temp. media (°C)                         | 21.1                                     | 21.3                                     | 20.3                                     | 18.2                                     | 15.8                                     | 13.9                                     | 13.4                                     | 14.2                                     | 15.4                                     | 16.7                                     | 18.1                                     | 19.8                                     | 17.4                                     |
| Temp. mín. media (°C)                    | 15.8                                     | 16.1                                     | 15.1                                     | 12.5                                     | 9.6                                      | 7.4                                      | 6.9                                      | 7.5                                      | 9.2                                      | 11.2                                     | 12.8                                     | 14.4                                     | 11.5                                     |
| Precipitación total (mm)                 | 65                                       | 71                                       | 72                                       | 43                                       | 22                                       | 19                                       | 17                                       | 28                                       | 47                                       | 80                                       | 76                                       | 70                                       | 610                                      |
| Fuente: Climate-Data.org                 |                                          |                                          |                                          |                                          |                                          |                                          |                                          |                                          |                                          |                                          |                                          |                                          |                                          |